# Антитактаи
Антитактаи (на старогръцки: αντιτάσται, „Противопоставям се“), или антитактици, в античността, са били секта от гностици, които вярвали че Бог е добър и справедлив, но че едно от неговите създания е създало зло и въвлякло хората да го последват, за да ги постави в опозиция на Бога. Те вярвали че е задължение на човечеството да се противопостави на този автор на злото, за да отмъстят хората за Бог на неговия враг.